# Droga krajowa nr 209 (Kostaryka)
Droga krajowa nr 209 (hiszp. Ruta Nacional Secundaria 209/Ruta 209) – jedna z dróg krajowych w Kostaryce. Znajduje się ona w prowincji San José.

## Opis
W prowincji San José droga krajowa nr 209 przebiega przez kanton San José (przez dystrykty Catedral, San Francisco de Dos Ríos i San Sebastián), przez kanton Desamparados (przez dystrykty Desamparados i San Rafael Arriba), przez kanton Aserrí (przez dystrykty Aserrí, Tarbaca, Vuelta de Jorco, San Gabriel i Salitrillos), przez kanton Mora (przez dystrykty Guayabo, Tabarcia i Jaris) oraz przez kanton Acosta (przez dystrykty San Ignacio i Palmichal).